# Championnat du Paraguay de football 1943
Navigation
Édition précédente Édition suivante
La 33e édition du championnat du Paraguay de football est remportée par le Club Libertad. C’est le cinquième titre de champion du club. Libertad l’emporte avec huit points d’avance sur Club Olimpia. Club Sol de América complète le podium.
Une poignée de résultats seulement est connue. Le classement général est controversé.
Le meilleur buteur du championnat est Atilio Mellone (Club Guarani) avec 27 buts marqués en 18 matchs.

## Les clubs de l'édition 1943
| \| Asuncion: · Olimpia · Nacional · Sol de América · Guaraní · Cerro Porteño · River Plate · Atlántida Asuncion Club Presidente Hayes Club Sportivo Luqueño \| Localisation des clubs engagés dans le championnat. |
| Asuncion: · Olimpia · Nacional · Sol de América · Guaraní · Cerro Porteño · River Plate · Atlántida Asuncion Club Presidente Hayes Club Sportivo Luqueño                                                           |

| Club                  | Stade | Capacité | Ville    |
| --------------------- | ----- | -------- | -------- |
| Atlántida Sport Club  | -     | -        | Asuncion |
| Club Cerro Porteño    | -     | -        | Asuncion |
| Club Guaraní          | -     | -        | Asuncion |
| Club Libertad         | -     | -        | Asuncion |
| Club Nacional         | -     | -        | Asuncion |
| Club Olimpia          | -     | -        | Asuncion |
| Club Presidente Hayes | -     | -        | Tacumbu  |
| Club River Plate      | -     | -        | Asuncion |
| Club Sol de América   | -     | -        | Asuncion |
| Sportivo Luqueño      | -     | -        | Luque    |

## Compétition

### Classement
| Rang | Équipe                | Pts | J  | G  | N | P  | Bp | Bc | Diff |
| ---- | --------------------- | --- | -- | -- | - | -- | -- | -- | ---- |
| 1    | Club Libertad         | 31  | 18 | 14 | 3 | 1  | 55 | 22 | +33  |
| 2    | Club Olimpia          | 23  | 18 | 10 | 3 | 5  | 37 | 30 | +7   |
| 3    | Club Sol de América   | 22  | 18 | 8  | 6 | 4  | 38 | 30 | +8   |
| 4    | Club Guaraní          | 19  | 18 | 9  | 1 | 8  | 47 | 39 | +8   |
| 5    | Club Cerro Porteño    | 19  | 18 | 9  | 1 | 8  | 41 | 37 | +4   |
| 6    | Club Nacional (T)     | 16  | 18 | 6  | 4 | 8  | 34 | 43 | -9   |
| 7    | Atlántida Sport Club  | 14  | 18 | 5  | 4 | 9  | 33 | 40 | -7   |
| 8    | Club Presidente Hayes | 14  | 18 | 5  | 4 | 9  | 27 | 43 | -16  |
| 9    | Club River Plate      | 13  | 18 | 4  | 5 | 9  | 31 | 43 | -12  |
| 10   | Sportivo Luqueño      | 11  | 18 | 4  | 3 | 11 | 25 | 37 | -12  |

| Légende : Qualifications et relégations | Légende : Qualifications et relégations |
| --------------------------------------- | --------------------------------------- |
|                                         | Champion du Paraguay                    |
|                                         | Relégation en deuxième division         |
|                                         | (T) : Tenant du titre (P) : Promus      |

## Bilan de la saison
| Championnat du Paraguay de football 1943                             |                          |
| Champion                                                             | Club Libertad (5e titre) |
| Promotions et relégations                                            |                          |
| Promus en Primera División                                           | Aucun                    |
| Relégués en Championnat du Paraguay de football de deuxième division | Aucun                    |

## Statistiques

### Meilleur buteur
- Atilio Mellone (Club Guarani) 27 buts